# Lina Ódena
Paulina Ódena García, conocida como Lina Ódena (Barcelona, 22 de enero de 1911 – Granada, 14 de septiembre de 1936), fue una militante comunista española que se quitó la vida al verse acorralada por las fuerzas sublevadas en los primeros combates de la guerra civil española.

## Trayectoria

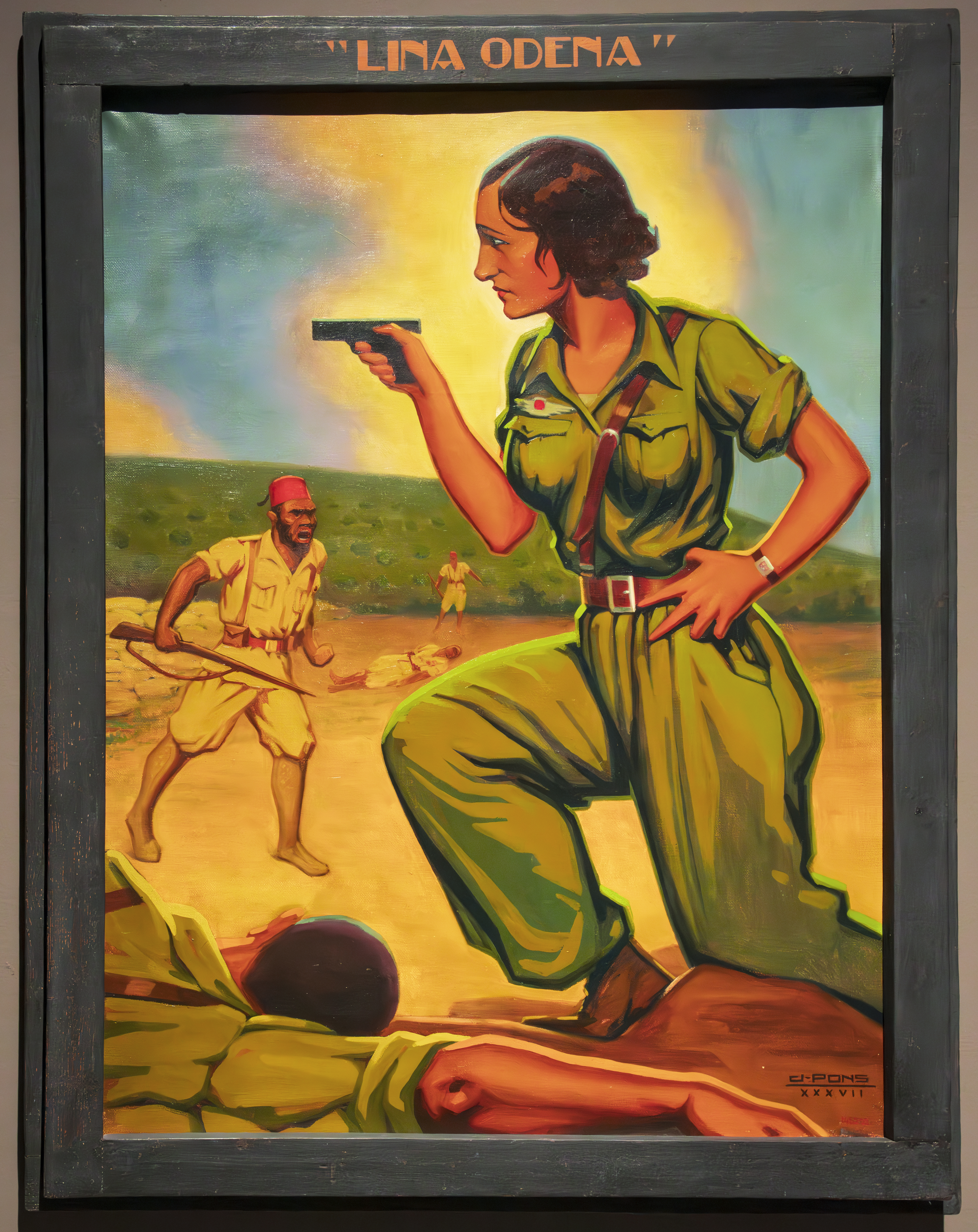
J.Pons - Museu Nacional d'Art de Catalunya

Ódena era hija de un matrimonio que regentaba una sastrería en el barrio barcelonés del Ensanche. Desde muy joven, ayudó a sus padres en el negocio, y se sintió atraída por las ideas comunistas. Esto la llevó a conflictos con su familia y pronto se independizó. En 1931, formó parte de una delegación de jóvenes catalanes que fueron a la Unión Soviética y estuvieron allí algo más de un año estudiando y obteniendo la formación necesaria para desempeñar futuros cargos.
Al regresar a España, pasó a formar parte de las Juventudes Comunistas de Cataluña. Su gran capacidad e inteligencia le permitieron ser nombrada en febrero de 1933 secretaria general de las Juventudes Comunistas de Cataluña, y ese mismo año fue candidata al Parlamento de la República. Al estallar en Cataluña la Revolución de octubre de 1934, tomó las armas y participó activamente en combates que tuvieron lugar en San Cugat del Vallés y otras localidades. Al fracasar la sublevación pasó a la clandestinidad y entró a formar parte del Socorro Rojo Internacional. La policía la detuvo en agosto de 1935, aunque fue pronto liberada.
Ese mismo año, formó parte de la delegación española que acudió al IV Congreso de la Internacional Juvenil Comunista (IJC) que tuvo lugar en Copenhague, Dinamarca. Este Congreso tuvo gran importancia pues en él se decidió que las juventudes comunistas debían unificarse con las juventudes de otros partidos revolucionarios, para ganar fuerza. Posteriormente, y en unos meses especialmente convulsos en la historia de España, Ódena fue reclamada a Madrid por la dirección del PCE. Las elecciones convocadas para febrero de 1936 movilizaron por primera vez a toda la izquierda, unida en un frente común contra todos los demás partidos no marxistas: el Frente Popular. Durante la campaña Ódena acompañó a Dolores Ibárruri "Pasionaria" en los mítines que esta dio por toda la geografía española. Después de las elecciones que dieron el triunfo al Frente Popular, Ódena participó en las conversaciones que terminaron de unificar a las juventudes marxistas de Cataluña.
Al iniciarse la guerra civil española en julio de 1936, Ódena estaba por casualidad en Almería donde tenía lugar un Congreso Provincial. Sin pensárselo dos veces, tomó las armas y participó de nuevo en varios combates. En estos combates, jugaron un papel decisivo a favor de la República dos compañías de aviación huidas de Granada, y estas nombraron a Ódena su representante en el Comité Local. Como símbolo de este cargo Ódena lució sobre su mono de miliciana, las alas de la aviación, y las llevó hasta su muerte, tal y como se observa en las últimas fotografías que le hicieron. La columna de la que Ódena formaba parte fue asignada a la toma de Guadix, y más tarde de Motril. En este tiempo también realizó breves viajes a Madrid y Barcelona para reunir armas, regresando inmediatamente al frente.
El 14 de septiembre, junto al Pantano de Cubillas, el chófer que conducía el coche en el que iba Ódena se equivocó en un cruce y fue a dar directamente a un control de los falangistas. Viéndose rodeada, Ódena sacó su revólver y se suicidó disparándose en la sien. Según el historiador falangista Julio Belza, que formaba parte de aquel control, Ódena había asesinado el 15 de agosto anterior al sacerdote Manuel Vázquez Alfaya en el Camino de las Cañas (Motril, Granada) disparándole con su pistola en la cabeza. Sin embargo, otras fuentes (entre otros, Manuel Moreno, biógrafo de Ódena) aseguran que esa información es falsa.
En 1937, el gobierno frentepopulista de Villena (Alicante) cambió el nombre de la Colonia de Santa Eulalia por el de Colonia de Lina Odena, aunque el cambio fue revertido en 1940 por el ayuntamiento franquista.
César Vallejo la recordó en el Himno a los voluntarios de la República, recogido en el poemario España, aparta de mí este cáliz:

El mundo exclama: «¡Cosas de españoles!» Y es verdad. Consideremos, 

durante una balanza, a quema ropa, 

[... /...] a Teresa, mujer, que muere porque no muere 

o a Lina Odena, en pugna en más de un punto con Teresa...

En la actualidad, un espacio cultural de Granada lleva su nombre: el Centro Obrero y Popular Lina Ódena.[cita requerida]